# Козловський Віталій Віталійович
Віта́лій Віта́лійович Козло́вський (6 березня 1985 , Львів ) — український співак, заслужений артист України.

## Життєпис
Народився 6 березня 1985 року у Львові. Батько Козловський Віталій Сергійович, електрик, та мати, Тетяна Миколаївна Козловська, за професією бухгалтер. Коли Віталію було 14 років, його мати поїхала на заробітки до Італії. Має Віталій й старшу сестру Олену.
З 1991 по 2002 навчався у Львівській СШ № 69. З 1993-го займається танцями.
З 2002 року модерн-балет «Життя», учасником якого був Віталій, співпрацює з Русланою Лижичко. 2002 року вступив до Львівського університету ім. Франка на факультет журналістики. У жовтні 2002 переміг у телепрограмі «Караоке на майдані» у Львові. Саме тоді на всю Україну він виконав пісню «Вона» львівського гурту «Плач Єремії».
Переміг в першому сезоні музичного телепроєкту «Шанс» в 2003 році, з піснею «Чорнобривці».
Брав участь у конкурсі «Нова хвиля» в 2004 році.

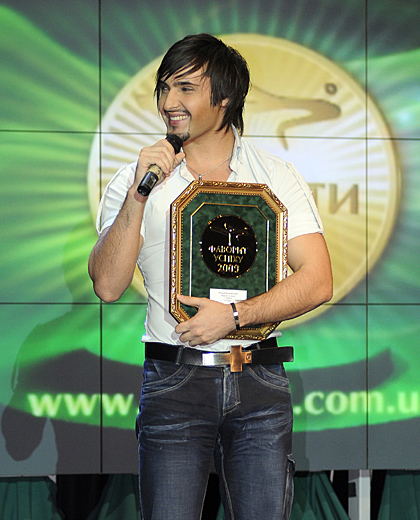
Церемонія нагородження «Фаворитів Успіху-2009»

Вперше в Україні був складений Перший офіційний гімн української олімпійської збірної під назвою «Чемпіони», який виконав Віталій.
У 2006 році Козловський став бронзовим призером першого сезону українського проєкту «Танці з зірками» на телеканалі «1+1» разом з партнеркою Ксенією Горб.
18 березня 2010 року брав участь у національному відборі учасників конкурсу Євробачення 2010 в Осло.
В 2012 році приймає рішення розірвати стосунки зі своїм продюсером Ігорем Кондратюком та починає новий творчий шлях з піснею «Сияние». За версією Музвар випадок артиста з продюсером увійшов до ТОП-5 найвідоміших випадків розриву взаємин у музичній індустрії України. В тому ж році виходить кліп на пісню, який зняв Алан Бадоєв.
22 листопада 2013 року в концерт-холі «Фрідом» Віталій презентував нову акустичну програму «Сияние». Наприкінці 2013 року він розпочав свою діяльність як продюсер. Його підопічною стала молода львівська співачка Юлія Думанська. Першою спільною роботою артистів став відеокліп на дуетну пісню «Тайна», режисером якого виступила Катя Царік.
В 2014 році виходить перший в новому творчому шляху альбом Віталія Козловського «Будь сильнее».
3 грудня 2015 року в Національному палаці мистецтв «Україна» відбувся великий сольний концерт співака «220».
26 квітня 2016 — концерт Козловського «Співаю своє життя».
23 грудня 2016 — вийшов другий альбом Моё желание.
18 лютого 2017 — взяв участь у відборі на Євробачення з піснею «I'm Your Light». Авторами пісні є друзі артиста Дмитро Баннов та Марина Скоморохова.
9 травня 2018 взяв участь у Москві на святкуванні «дня перемоги».
У жовтні 2019 року став ведучим програми «Час кохати з Віталієм Козловським» на М1.
З вересня 2020 року став старшим викладачем вокалу у Київській академій естрадного та циркового мистецтв.

### Після повномасштабного вторгнення
У червні 2023 року був мобілізований до складу Збройних сил України.
У жовтні 2023 року Віталій поділився відеооглядом того, як проходить його військова служба в складі четвертої бригади оперативного призначення Національної гвардії України Рубіж.
12 жовтня співак заявив, що майже повністю його військову зарплату забирає виконавча служба на користь колишнього продюсера Ігоря Кондратюка, який відмовився призупинити відрахування під час війни. Кондратюк у відповідь назвав Козловського «неуком та рецидивістом із порушення авторського права» та запропонував, щоб співак розповів, чому не віддав судові борги раніше, а також заперечив списання на його користь майже всієї заробітної плати, зазначивши, що він отримує не більше 5000 гривень на місяць стягнень з заробітної плати згідно судових рішень.

## Дискографія

### Альбоми
| Рік  | Альбом                           |
| ---- | -------------------------------- |
| 2005 | «Холодная ночь» (Золотий диск)   |
| 2006 | «Нерозгадані сни» (Золотий диск) |
| 2007 | «Красота-Разлука» (Золотий диск) |
| 2009 | «Тільки кохання»                 |
| 2011 | «20UA»                           |
| 2014 | «Будь сильнее»                   |
| 2016 | «Моё желание»                    |

### Сингли
- «Чемпіони» (2008)
- «Надо любить» (2010)
- «Не боюсь» (2011)
- «Целую» (2011)
- «Не оставляй меня»/«Mi Toghnir Indz Menak» (feat. Varda) (2012)
- «Потанцуй» (feat. Varda) (2012)
- «I'm your light» (2017)
- «Моє море» (2017)
- «Моє море» (Runstar & Iksiy Remix) (2017)
- «Літай» (2018)
- «Літай» (Runstar&Iksiy Remix) (2018)
- «Между нами всё кончено» (2018)
- «Мала» (2019)
- «Мала, танцюй» (2021)
- «Мала, танцюй (Iksiy Remix)» (2021)
- «Доктор» (2021)
- «Мовою серця» (2022)
- «Пінаколада» (2025)

## Відеографія
| Рік  | Кліп                                                       | Режисер                                 | Альбом                               |
| ---- | ---------------------------------------------------------- | --------------------------------------- | ------------------------------------ |
| 2005 | «Холодная ночь»                                            | Алан Бадоєв                             | «Холодная ночь»                      |
| 2006 | «Небо плаче»                                               | Алан Бадоєв                             | «Нерозгадані сни»                    |
| 2006 | «Пинаколада» / «Pinacolada»                                | Любомир Левицький                       | «Нерозгадані сни»                    |
| 2006 | «Лавина» / «Waterfall»                                     | Любомир Левицький                       | «Нерозгадані сни»                    |
| 2006 | «Лебедь-зима» (feat. Milos)                                | Володимир Якименко                      | «Красота-разлука»                    |
| 2007 | «Красота-разлука» / «Sophisticated Beauty»                 | Олександр Ігудін                        | «Красота-разлука» / «Тільки кохання» |
| 2007 | «Загадай»                                                  | Алан Бадоєв                             | «Тільки кохання»                     |
| 2008 | «Ты хотела»                                                | Алан Бадоєв                             | «Красота-разлука»                    |
| 2008 | «Знаєш»                                                    | Андрій Новосьолов                       | «Красота-разлука»                    |
| 2008 | «Дождь стучит в окно»                                      | Андрій Новосьолов                       | «Тільки кохання»                     |
| 2009 | «Только рядом»                                             | Олександр Філатовіч                     | «Тільки кохання»                     |
| 2010 | «Тільки кохання»                                           | Віталій Козловський                     | «Тільки кохання»                     |
| 2010 | «Надо любить»                                              | Ольга Навроцька                         | -                                    |
| 2011 | «Не боюсь»                                                 | Олександр Філатовіч                     | -                                    |
| 2011 | «Целую»                                                    | Олександр Філатовіч                     | -                                    |
| 2012 | «Не оставляй меня» / «Mi Toghnir Indz Menak» (feat. Varda) | Олександр Філатовіч                     | -                                    |
| 2012 | «Потанцуй» (feat. Varda)                                   | Олександр Філатовіч                     | -                                    |
| 2012 | «Сияние»                                                   | Алан Бадоєв                             | «Будь сильнее»                       |
| 2012 | «Сияние» (Remix)                                           | Віталій Козловський                     | «Будь сильнее»                       |
| 2013 | «Математика»                                               | Віталій Козловський                     | «Будь сильнее»                       |
| 2014 | «Тайна» feat. Юлія Думанська                               | Катя Царік                              | «Будь сильнее»                       |
| 2014 | «Будь сильнее»                                             | Радислав Лукін                          | «Будь сильнее»                       |
| 2015 | «Трачу»                                                    | Радислав Лукін                          | «Моё желание»                        |
| 2015 | «Правила»                                                  | Радислав Лукін                          | «Моё желание»                        |
| 2016 | «Отпускаю на»                                              | Інна Грабар                             | «Моё желание»                        |
| 2016 | «Первая ночь без тебя»                                     | Інна Грабар                             | «Моё желание»                        |
| 2017 | «Моё желание»                                              | Радислав Лукин                          | «Моё желание»                        |
| 2017 | «Моє море»                                                 | Діма Маніфест, Дмитро Шмурак            |                                      |
| 2018 | «Літай»                                                    | Олександр Філатовіч                     |                                      |
| 2019 | «Мала»                                                     | Олександр Філатовіч                     |                                      |
| 2020 | «Фото на пам'ять»                                          | Реза Голестані                          |                                      |
| 2021 | «Мала, танцюй»                                             | Тарас Голубков                          |                                      |
| 2021 | «Доктор»                                                   | Тарас Голубков                          |                                      |
| 2022 | «Мовою серця»                                              | Ярослав Коротков                        |                                      |
| 2022 | «Інша весна»                                               | Віталій Козловський                     |                                      |
| 2023 | «Про нас»                                                  | Віталій Козловський                     |                                      |
| 2024 | «Струни»                                                   | Віталій Козловський Світлана Тарабарова |                                      |

## Концерти

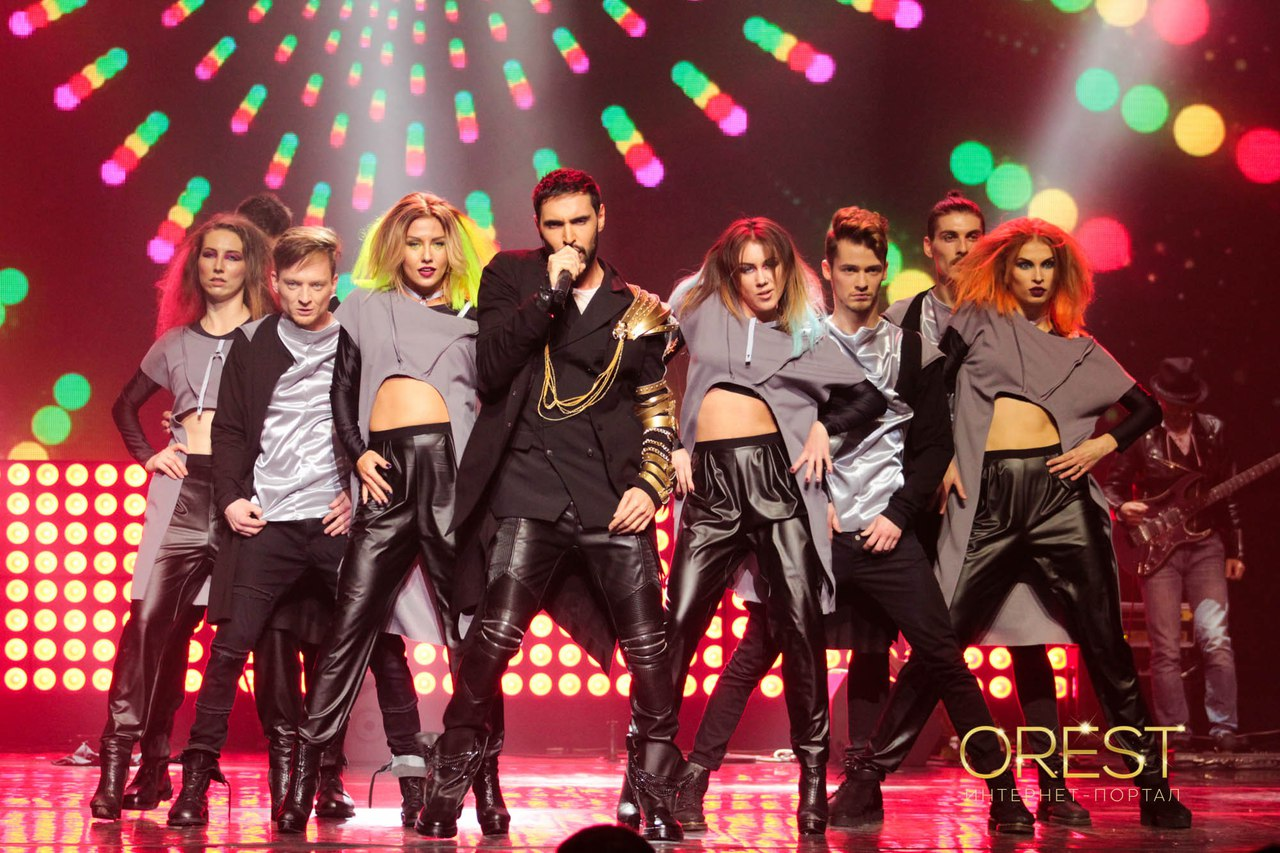
Сольний концерт «220»

15 грудня 2006 року в палаці «Україна» пройшов перший сольний концерт Козловського.
У 2010 році Козловський та Олександр Рибак провели благодійний концерт з благодійним фондом Влади Литовченко «Обдаровані діти — майбутнє України» та вихованцями музичної школи-інтернату ім. Лисенка, поставили кілька номерів.
3 грудня 2015 року — сольний концерт «220» в палаці мистецтв «Україна».
17 листопада 2018 року — сольний концерт в Bel Etage Music Hall

## Музичні фестивалі
- «Таврійські ігри»
- «Чорноморські ігри»
- «13 кращих» в Македонії"
- «VIVA! Найкрасивіші»
- «Eilat-2007»
- «Фаворити Успіху»[19]
- «Новая волна»
- Концерт пам'яті ToseProeski в Македонії
- «Crimea Music Fest» — міжнародний конкурс пісень в Криму.
- Michael Jackson Tribute 2010, Michael Jackson Tribute 2017 — Віталій виконує пісню «Give in to me»
- Queen Tribute 2011 — виступив з піснею «Radio GaGa»
- 5-6 травня 2018 року відвідав VI Всеукраїнський фестиваль-конкурс мистецтв «Зірковий час» в Полтаві, де був Головою журі та виконав кілька своїх пісень.[20]

## Фільмографія

### Телебачення
- «Зірковий дует»
- «Народна зірка» (перший сезон)[21]
- «Зірка+Зірка» (другий сезон)[22]
- «Eurofoot 2012»
- «Ігри патріотів»

### Кіно
- 2009 — «Козаки…» — полонений Милославського
- 2010 — «Історія іграшок: Велика втеча» — озвучка ляльки Кена в українському дубляжі мультфільму
- 2011 — Серіал «Перерва»
- 2011 — Серіал «Таксі»
- 2014 — Мюзикл «Алиса в стране чудес» — Валет

## Нагороди
Має більше 50 нагород та премій, зокрема: «Пісня року» (2005—2010), «Золотая шарманка» (2007—2010), «Шлягер року» (2007 −2010), отримав декілька нагород «Секс-символ», «Людина року», «Золотий грамофон», «Хрустальний мікрофон», як найбільш успішний переможець талант-шоу, «Кращий співак» за версією Ukrainian Music Awards.
У 2006, 2007 та 2009) роках Віталій Козловський здобував звання «Співак Року» в міжнародному конкурсі «Фаворити Успіху» в Україні.
У 2009 році отримав звання «Найкращий співак України» по версії Ukrainian Music Awards.
За вагомий особистий внесок у справу консолідації українського суспільства, розбудову демократичної, соціальної і правової держави та з нагоди Дня Соборності України Президент України указом від 16 січня 2009 року N 26/2009 присвоїв Віталію Козловському звання «Заслужений артист України».
У 2011 році був номінований на премію YUNA у категорії «Найкращий виконавець» за досягнення у музиці за 20 років.
У грудні 2017 року  отримав нагороду за пісню «Моє море», яку написав разом з Тимуром Усмановим.
У 2022 році нагороджений президентом України Володимиром Зеленським Орденом «За заслуги» III ст. —за значні заслуги у зміцненні української державності, мужність і самовідданість, виявлені у захисті суверенітету та територіальної цілісності України, вагомий особистий внесок у розвиток різних сфер суспільного життя, відстоювання національних інтересів нашої держави, сумлінне виконання професійного обов'язку.

## Родина
У березні 2016 року на зйомках кліпу «Отпускаю на» у Віталія почалися нетривалі стосунки з екс-учасницею шоу «Холостяк-5» Раміною Есхакзай.
У  березні 2024 року він одружився з Юлією Бакуменко 25 лютого 2024 у пари народився син Оскар.

## Благодійність
Приділяє увагу благодійним та соціальним проєктам. Брав участь в аукціонах: «Здорова дитина — майбутнє України»; «Скажи палінню ні»; Акція благодійного фонду Олени Пінчук «АнтиСНІД»; «SOSтрадание»; «Зірки з книгою в серці»; «День Щастя» — міжнародна благодійна акція в McDonald's, «Інтер»-дітям".

## Громадянська позиція
Козловського критикували після публікації його фото з ексмером Слов'янська Нелею Штепою, звинуваченою у сепаратизмі.
У 2016 році на питання щодо Криму відповів:
|  | Мне все равно, что и где находится. Мне важно, чтобы люди были счастливы там, где они живут. |

9 травня 2018 року виступив у Москві на святковому концерті, присвяченому російському державному святу Дня перемоги. Цей концерт не було анонсовано на сайті Козловського.
15 травня 2018 Львівська облрада прийняла звернення до Президента щодо позбавлення Віталія звання «Заслужений артист України». За ухвалу проголосували 44 депутати. Депутати розділили обурення громадськості щодо виступу Козловського на концерті в Москві й назвали це «величезною ганьбою й наругою над пам'яттю тих загиблих воїнів, які віддали своє життя … в російсько-українській війні, що триває на сході України».
У 2021 році дав велике інтерв'ю одіозній телеведучій Сніжані Єгоровій, де жалівся на утиски себе у Львові за те що розмовляє російською мовою. Також заявив, що зі своїм батьком тривалий час розмовляв українською мовою, але зараз перейшов на російську.
У 2023 році почав служити у оркестрі в ЗСУ.[неавторитетне джерело]

## Спорт
З 2007 року Віталій співпрацює з National Box Promotion та компанією К2, часто виконує гімн України на міжнародних змаганнях. Виконав гімн Української олімпійської збірної «Чемпіони» 2008 року. Записав пісню, присвячену Чемпіонату Європи з футболу 2012.